# 大慈恩寺三藏法師傳
《大唐大慈恩寺三藏法師傳》，簡稱慈恩傳，是玄奘的一部傳記，詳細記載了玄奘的生平事跡。由玄奘的弟子慧立（664年以後）撰，彥悰箋，成書于武周垂拱四年（688年）。全書共十卷，前五卷主要記述玄奘西行的經歷，后五卷講的是玄奘回國以後翻譯佛經的事情。
回鶻佛教僧人詳古舍利於10世紀將本書翻譯成回鶻文。20世紀初在新疆出土手抄殘卷。中國國家圖書館藏248片，法國吉美博物館藏123片。

## 外部連結
- 全桂花，回鹘文文献《玄奘传》背后的故事，《文津流觞》第三期
- 法國吉美博物館藏回鶻文譯本殘片的說明（页面存档备份，存于）（法語）

## 参看
大慈恩寺三藏法师传- 维基文库（页面存档备份，存于）